# Sinfonia n. 3 (Sibelius)
La sinfonia n. 3 in do maggiore (op. 52) è stata composta da Jean Sibelius nel 1907. Questa composizione prende le distanze dalle due precedenti sinfonie, grandiose e di stampo tardo-romantico, a favore di un carattere più misurato e classicheggiante.

## Composizione
La composizione rappresenta un punto di svolta dello stile compositivo di Sibelius. Si colloca nel periodo fra le prime due sinfonie, di carattere grandiosamente romantico e patriottico, e la maggiore ed austera complessità dei suoi successivi lavori sinfonici. La terza sinfonia ha un carattere più semplice e classicheggiante, tanto che il musicologo Gerald Abraham paragona il suo primo movimento a quelli delle sinfonie di Mozart e Haydn. Si nota la tendenza a contenere il maggior quantitativo possibile di materiale e potenzialità musicali in meno entità musicali (figure melodiche, ritmi e armonie) possibili, analogamente agli sviluppi nelle composizioni beethoveniane. Ciò avviene nel contesto di un avvicinamento di Sibelius al Neoclassicismo, evidenziato anche dalla crescente importanza del ritmo, ora al pari del materiale melodico, caratteristica che contraddistinguerà le composizioni di Stravinskij e dei neoclassici. Tali orientamenti stilistici si riflette anche in una maggiore condensazione su più larga scala: la sinfonia è costituita da tre movimenti (contro i quattro delle precedenti) grazie all'accorpamento dello scherzo con il finale. Anche l'organico è più leggero (rispetto alle sinfonie precedenti mancano una tromba, la tuba e l'arpa) e Sibelius stesso ha successivamente suggerito per l'esecuzione un'orchestra non superiore ai cinquanta elementi.
A ciò si sommano alcune influenze della musica folkloristica finlandese, già nelle prime battute, e un certo alone di programmaticità che si ricollega ad alcuni temi utilizzati nella sinfonia. Come in altre composizioni dello stesso autore, quella della terza sinfonia non è certamente una programmaticità in senso stretto: i programmi, come già nella seconda sinfonia, fungono da ispirazione per la composizione ma vengono accantonati in corso d'opera a favore di una trattazione del materiale in termini di musica pura e fine a se stessa. In particolare, nel gennaio 1906 Sibelius, che si trovava a Parigi, ha fatto sentire tre temi musicali al pittore Oscar Parviainen (una marcia funebre, una preghiera a Dio e una grande festa) il secondo dei quali è stato inserito da Sibelius nel terzo movimento della sinfonia. Secondo il musicologo Markku Hartikainen tali temi si ricollegano al libretto dell'oratorio Marjatta (scritto da Jalmari Finne) che Sibelius aveva intenzione di comporre ma che non porterà mai a compimento. Nella sinfonia viene impiegato anche del materiale musicale attinto dalle bozze del poema sinfonico La figlia di Pohjola (1906).
La prima esecuzione è stata fatta ad Helsinki dall'Orchestra filarmonica di Helsinki, diretta da Sibelius stesso, il 25 settembre 1907, assieme alla prima di una suite dello stesso compositore, dalle musiche di scena per la Festa di Baldassarre (op. 51).

## Movimenti

### I. Allegro moderato
La sinfonia comincia con l'esposizione di un tema dei violoncelli e dei contrabbassi, non supportato da un'armonia sottostante. Tale tema in do maggiore può essere interpretato come una reminiscenza di una melodia Kalevala scritta da Sibelius nel 1892, assieme ad altre melodie popolari raccolte dal compositore durante un viaggio compiuto per l'occasione.
Successivamente entrano gli ottoni e i restanti archi. Il tritono do-fa#, che svolge un ruolo importante in questa come nella successiva sinfonia, è enfatizzato da un rinforzando segnato alla battuta quindici. Un solo del flauto, cadenzato e quasi folkloristico, lascia poi spazio ai corni, che suonano trionfalmente una progressione do-re-mi sopra il tappeto degli archi, nel primo dei tre climax che si incontrano nel movimento. Dopo questa grande profusione di suono, viene richiamata dai violoncelli l'atmosfera di serenità iniziale, ma in una maniera più sostenuta ed in tonalità di si minore.
A questo punto la musica si smorza, fino a quando i legni richiamano il secondo tema dei violoncelli, sopra delle morbide scale suonate dagli archi, in un crescendo di tensione che culmina con la ripresa del primo tema, eseguito dai timpani, mentre gli archi si dileguano sopra un corale dei fiati e il pizzicato dei violoncelli. Dopo un richiamo al tema del flauto, il secondo tema dei violoncelli è ora finalmente eseguito dagli archi, mentre i timpani ed i fiati contribuiscono con materiale prevalentemente ritmico e gli ottoni con dei corali.
La tensione cala e, prima della fine, un corale dei flauti e dei corni conduce ad una ripresa dei precedenti temi, suonati un'ultima volta prima della conclusione, una cadenza plagale in mi minore (accordo di la minore seguito da mi minore) seguita da una in do maggiore (accordo di fa maggiore seguito da do maggiore).

### II. Andantino con moto, quasi allegretto
Il secondo movimento si apre con un notturno romantico. Il movimento è ambiguo e alcuni musicologi vedono in esso una suite con variazioni, un rondò e alcune caratteristiche della forma sonata. All'introduzione segue un momento di maggior luce nel quale gli archi espongono un tema, "commentato" dai legni e dai corni, sul pizzicato perpetuo dei violoncelli che percorre fino alla fine il movimento.

### III. Moderato - Allegro ma non tanto
Il finale è la condensazione di due movimenti in uno. Dal punto di vista armonico è una delle composizioni più impegnative scritte da Sibelius fino a quel momento, descritta dallo stesso compositore come "la cristallizzazione del pensiero dal caos". Tale caos è costituito da continui giochi di motivi e di andamento, che mischiano materiale già esposto o che verrà esposto in seguito. In apertura sono presenti frammenti tematici con simili caratteristiche. Si riconosce uno scherzo, che sfocia in un corale (con il tritono do-fa# in evidenza) che si ripete diverse volte. Una coda porta ad una espansione del tema a corale, e la sinfonia finisce con una sintesi di tale tema con alcune figurazioni degli archi e scale dei legni. La cadenza finale è una conclusione quasi brutale, con un arpeggio discendente di do maggiore degli ottoni.

## Accoglienza
Le recensioni alla prima della sinfonia hanno messo in luce differenti opinioni. Taluni critici, tra i quali Karl Flodin, hanno espresso un giudizio positivo. Flodin ha detto in merito:
(Karl Flodin, 1907)
Sulle colonne del Helsingin Sanomat invece veniva attribuito alla composizione un impatto sul pubblico più debole rispetto alla prima sinfonia.

## Registrazioni
La prima registrazione, eseguita dalla London Symphony Orchestra diretta da Robert Kajanus, è stata incisa per la casa discografica HMV nel gennaio 1934.